# London Film Productions
London Film Productions war der Name von mehreren britischen Filmproduktionsgesellschaften. Am bekanntesten war die 1932 von Alexander Korda gegründete auch London Films genannte Produktionsgesellschaft, die bis 1956 rund 100 Filme produzierte.

## Geschichte
Die erste unter der Bezeichnung London Film Productions tätige Produktionsgesellschaft entstand 1912 und produzierte bis 1920 mehr als 100 Stummfilme.
1932 gründete Alexander Korda das Unternehmen unter dem Namen neu und baute in den folgenden Jahren die Denham Film Studios zur Produktionsstätte aus. Als ersten Film produzierte das Unternehmen den Kriminalfilm That Night in London von Regisseur Rowland V. Lee mit Robert Donat, Pearl Argyle und Miles Mander in den Hauptrollen. In der Folgezeit produzierte die Gesellschaft international bekannte Filme wie Das Privatleben Heinrichs VIII. (1933), Was kommen wird (1936), Rembrandt (1936), Vier Federn (1939), Der Dieb von Bagdad (1940) und Der dritte Mann (1949).
Neben Alexander Korda und seinem jüngeren Bruder Zoltan Korda waren auch Regisseure wie William Cameron Menzies, Ludwig Berger, Michael Powell und Carol Reed für die Gesellschaft tätig. Zu den Stars der London Films gehörten Schauspieler wie John Clements, Joseph Cotten, Robert Donat, Charles Laughton, Gertrude Lawrence, Raymond Massey, Ralph Richardson, Sabu, Alida Valli und Conrad Veidt. Das London Film Sound Department gewann 1953 einen Oscar für die beste Tonmischung für den Film Der unbekannte Feind. 
Nach einer Umstrukturierung der Gesellschaft Ende der 1940er Jahre wurden die Denham Film Studios durch The Rank Organisation übernommen und mit den Pinewood Studios zusammengelegt. In den folgenden Jahren wurden dann noch einige Film der London Films in den Shepperton Studios produziert. Nach dem Tode Alexander Kordas kam es 1956 zur Auflösung der Gesellschaft.
1975 wurde schließlich eine weitere Filmproduktionsgesellschaft unter dem Namen London Film Productions gegründet. Diese produzierte bis 2001 einige Filme sowie Fernsehserien wie Twilight Zone (1985). Zuletzt war Morgan Mason Chief Executive Officer dieser Gesellschaft.